# Fruita Schoolhouse
La Fruita Schoolhouse est une école américaine située à Fruita, dans le comté de Wayne, dans l'Utah. Protégée au sein du parc national de Capitol Reef, elle est inscrite au Registre national des lieux historiques depuis le 23 février 1972. C'est également une propriété contributrice au district historique de Fruita Rural depuis la création de ce district historique le 25 mars 1997.